# Oratorium van Sint-Rochus

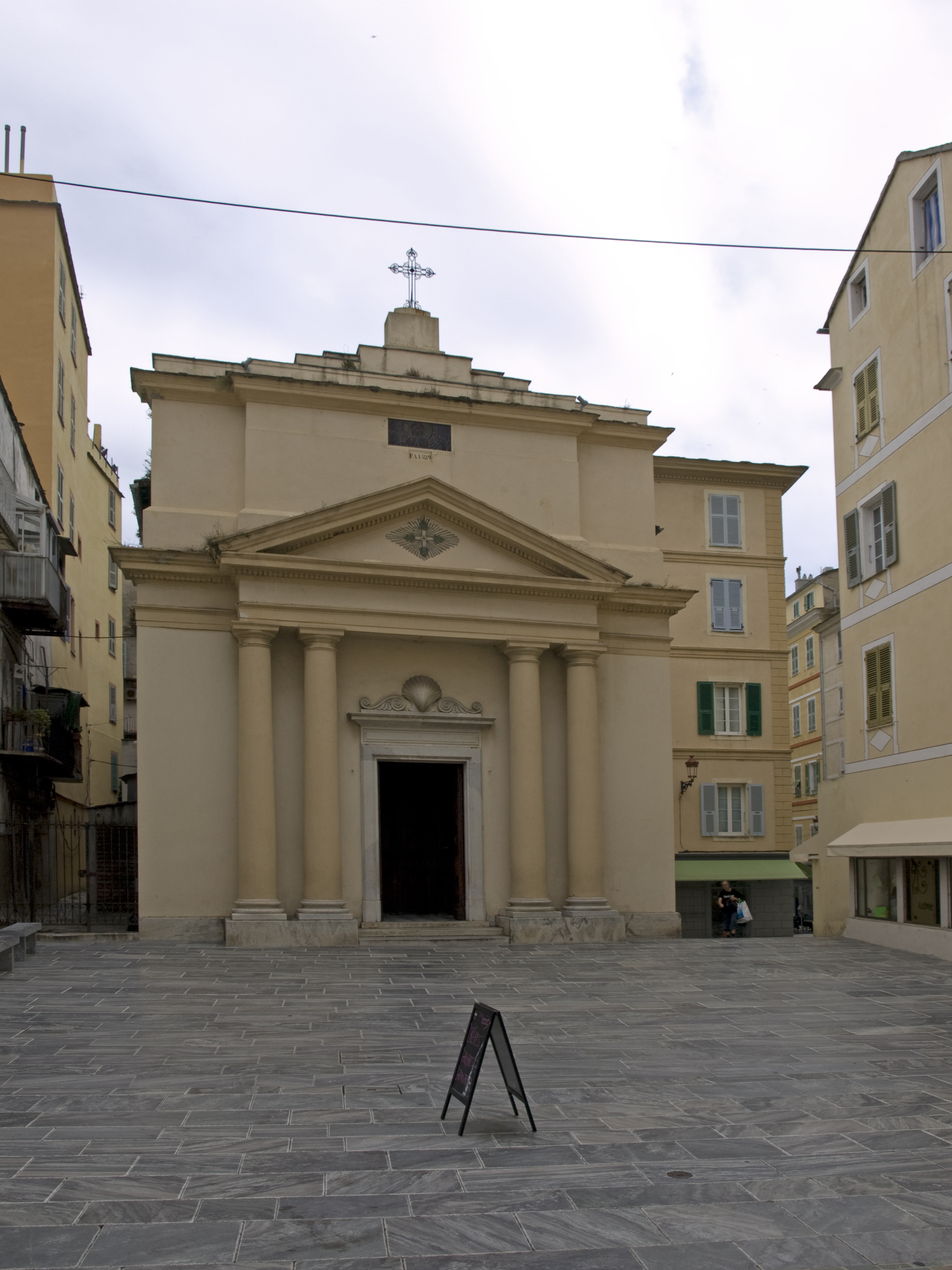
Façade

Het Oratorium van Sint-Rochus (Frans: l'oratoire Saint-Roch) is een barok gebedshuis in de rue Napoléon in Bastia op Corsica. Het is opgericht door de Broederschap van Sint-Rochus, dat traditioneel bestaat uit jongeren van de lokale parochie. Dit is een van de zowat 60 Corsicaanse broederschappen, katholieke lekenverenigingen met caritatief doel. Het oratorium werd gebouwd in 1604 en kreeg in de 19e eeuw een neoklassieke façade. Boven het altaar prijkt een schilderij van de Florentijnse schilder Giovanni Biliverti dat Sint-Rochus en Sint-Sebastiaan voorstelt. Beide heiligen werden aanroepen tegen de pest.